# خانه جولیا فلیکس

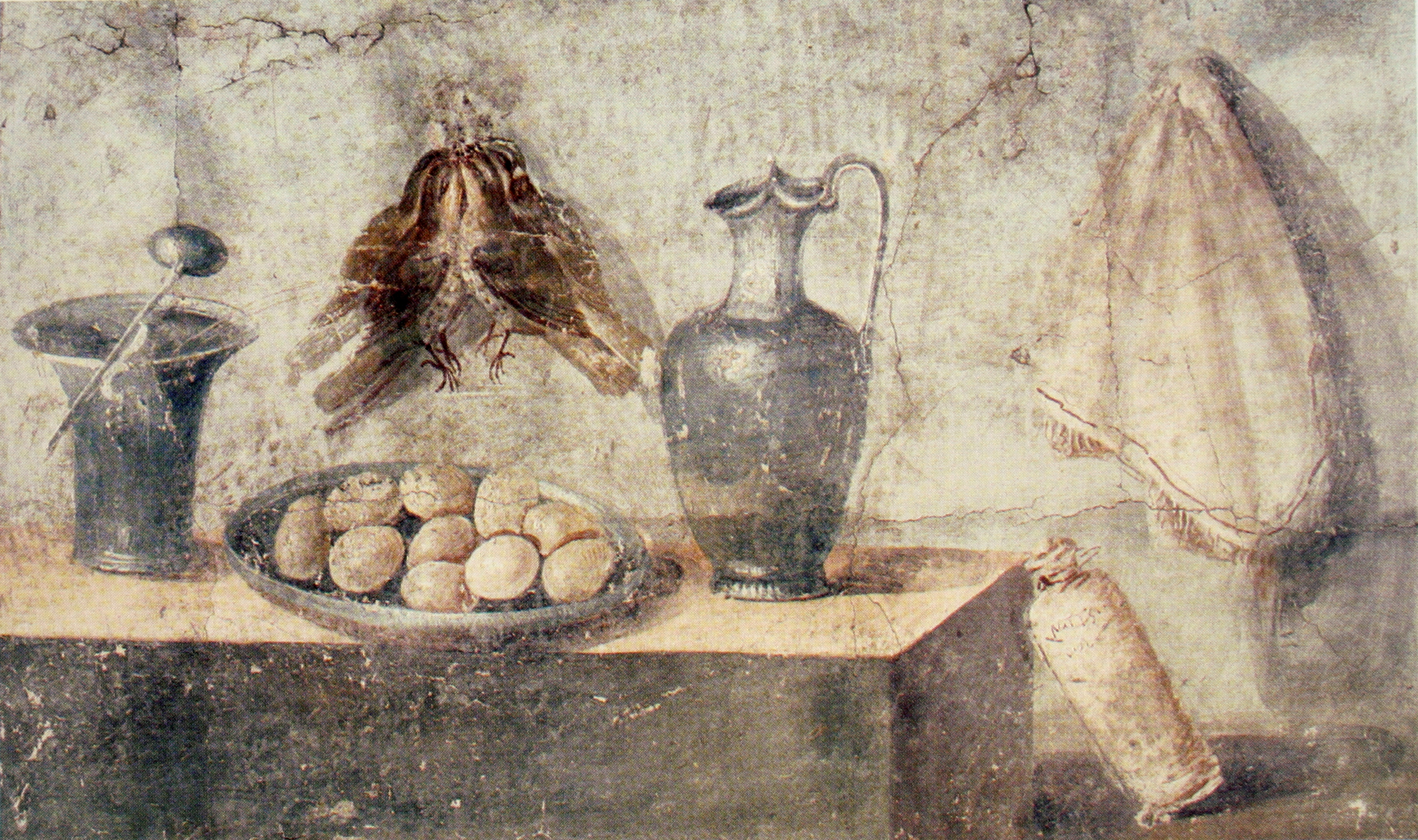
طبیعت بی‌جان با تخم مرغ و بازی: یک نقاشی دیواری در خانه جولیا فلیکس

خانه جولیا فلیکس (لاتین: praedia de Julia Felix) عبارتی است که به محوطه یا ویلایی بزرگ در ویا دلابوندانزا در شهر رومی پمپئی گفته می‌شود. این مکان خانهٔ مسکونی جولیا فلیکس‌ نامی بوده‌است که بخشی از آن به آپارتمان‌هایی کوچک تبدیل شده بودند که تحت نظارت خود او اجاره داده می‌شدند. این آپارتمان‌ها پس از زلزلهٔ بزرگ‌ سال ۶۲ میلادی به‌شدت مورد نیاز بوده‌اند. این زلزله پیش‌درآمدی بر فوران آتش‌فشان وزو در ۷۹ میلادی بود که شهر پمپئی را نابود کرد.
باستان‌شناسان در ۱۷۵۵ این خانه را کاوش کردند و امروزه می‌توان از آن در موقعیت اصلی‌اش در پمپئی بازدید کرد.